# Делюсин, Лев Петрович
Лев Петрович Делюсин (16 ноября 1923, Москва — 22 мая 2013, там же) — советский и российский историк-китаевед. Доктор исторических наук, профессор, главный научный сотрудник Института международных экономических и политических исследований.

## Биография
В 17 лет начал свою трудовую деятельность библиотекарем детской библиотеки им. Герцена, затем работал счетоводом в колхозе Челябинской области (1941—1942), где семья была в эвакуации. В разгар Великой Отечественной войны принимал участие в боевых действиях, был участником Сталинградской битвы. В ходе этой военной операции был ранен, но после госпитализации и временной работы в Наркомате боеприпасов вновь вернулся на фронт, где сержантом прослужил до 1945 года в Прибалтике.
После окончания войны поступил на китайское отделение Московского института востоковедения, которое окончил в 1950 году с красным дипломом.
В 1950—1958 годах иностранный корреспондент, обозреватель газеты «Правда» (работал в Пекине).
В 1958—1959 годах редактор-консультант международного журнала «Проблемы мира и социализма» (Прага, Чехословакия).
В сентябре 1959 года поступил в аспирантуру Академии общественных наук при ЦК КПСС (как вспоминал сам — «без экзаменов»), но с лета 1960 года был приглашён работать референтом-консультантом в Отдел ЦК КПСС по связям с коммунистическими и рабочими партиями социалистических стран, возглавляемый Ю. В. Андроповым. Здесь он проработал без малого шесть лет, сначала референтом, затем ответственным консультантом. В 1961 году получил степень кандидата исторических наук, успешно защитив диссертацию «Классовая борьба в деревнях Центрально-Южного Китая в период аграрных преобразований (1950—1952)».
С апреля 1965 года Делюсин переходит из ЦК КПСС в Институт экономики мировой социалистической системы АН СССР, где занимает должность заместителя директора по научной работе и именно в это время выдвигает идею создания учреждения, позже получившего известность как Институт Дальнего Востока РАН. С 1966 года Делюсин — заместитель директора по научной работе Института международного рабочего движения АН СССР; с 1967 по 1990 год — заведующий Отделом Китая Института востоковедения АН СССР (ныне — Институт востоковедения РАН); 1970—1972 — директор Института научной информации по общественным наукам АН СССР (ныне — Институт научной информации по общественным наукам РАН). В качестве заведующего Отделом Китая Лев Петрович помог сохранить китаеведческое подразделение в Институте востоковедения, а также стал инициатором проведения научной конференции «Общество и государство в Китае», материалы которой пользуются авторитетом в мировом востоковедении.
В 1971 году присвоена учёная степень доктора исторических наук, позже — звание профессора. С 1990 года главный научный сотрудник Института международных экономических и политических исследований РАН (ныне являющегося подразделением Института экономики РАН). Этот переход был следствием снятия учёного с должности заведующего Отделом Китая, в связи с его семидесятилетием.
Эксперт Комитета по международным делам Государственной Думы Федерального Собрания РФ.
Состоял членом редакционного совета журналов «The China Quarterly» и «Contemporary China» (Пекин-Гонконг).
Л. П. Делюсин являлся членом художественного совета Театра на Таганке, поддерживал Ю. П. Любимова, особенно в первые годы становления Театра. Дружил с Высоцким (так, например, 10 декабря 1972 года он дал на квартире Делюсина концерт (т.н. «квартирник»), где им было исполнено 11 песен, из которых по меньшей мере семь входили в число запрещённых), писателем Борисом Можаевым.
Похоронен в Москве на Ваганьковском кладбище.
Дочь Льва Петровича — Татьяна Львовна Соколова-Делюсина, переводчица с японского языка.

## Научная деятельность
Изучение истории Китая Делюсин начал в 1945 году, поступив на китайское отделение Московского института востоковедения. Как позже вспоминал сам учёный, изначально он собирался пойти на индийское отделение, но директор вуза посоветовал, что было равнозначно приказу, поступить на китайское отделение, поскольку предполагалось, что в скором времени потребуется много специалистов по этому региону. В институте студент Делюсин начал интересоваться актуальными вопросами новейшей истории Китай, в частности аграрным вопросом. Он с отличием защитил диплом по теме «Военно-контрольные комитеты в Китае», которые были образованы КПК после освобождения Китая (аналог ревкомов). Диплом был написан в опоре на широкий фактический материал, который был собран молодым учёным во время стажировке в Китае на третьем курсе.
В 1960—1970-е годы выпустил несколько монографий, посвящённых аграрной революции в Китае (1920-е гг.), в 1980-е годы научные интересы учёного сместились в сторону реформ, политики, проводимой в Китае после Дэн Сяопина.

## Основные работы
Делюсин — автор более 100 монографий и других опубликованных работ, и хотя он является ведущим специалистом по экономическим реформам в Китае, сфера его научных интересов включает всю новейшую историю Китая.
- В Народном Китае (записки советского журналиста). — М: Госполитиздат, 1954. — 104 с. 100 000 экз.
- Великие перемены в китайской деревне. — М: Госполитиздат, 1957. — 176 с. 30 000 экз.
- Земля тому, кто её обрабатывает. — М: ИВЛ, 1961. — 119 с. 2300 экз.
- Борьба с правыми элементами буржуазии в Китае (1957 г.). — М: ИВЛ, 1961. — 79 с. 2600 экз.
- Борьба Коммунистической партии Китая за разрешение аграрного вопроса. — М: Наука, 1964. — 184 с. 1 600 экз.
- «Культурная революция» в Китае. — М., 1967. — 48 с.
- Политический кризис в Китае. События и причины. — М: Политиздат, 1968. — 183 с. 65 000 экз. (в соавт. с А. Е. Бовиным)
- Спор о социализме в Китае (из истории общественно-политической мысли Китая в начале 20-х годов). М: Наука, 1970. — 92 с. 6500 экз. 2-е изд., доп. М.: Наука. 1980. 151 стр. 12000 экз.
- Революция 1925—1927 гг. в Китае: проблемы и оценки. — М: Наука, 1985. — 283 с. 1600 экз. (в соавт. с А. С. Костяевой)
- Китай. Полвека — две эпохи. — М.: Институт востоковедения РАН, 2001. — 296 с., 200 экз.
- Китай в поиске путей развития. — М.: Муравей, 2004